# Francesc Riera (Lleona)
Francesc Riera o Francesc de Riera, de malnom Lleona (El Vendrell, 1777? - 20 de juny del 1857) va ser un heroi del setge de Saragossa (1808).
Riera fou un modest carreter que passà a la posteritat per la seva conducta a la guerra del francès en els setges de Saragossa. Trobant-se en aquesta ciutat, s'oferí a traslladar municions i queviures amb les seves cavalleries, com ho feu, exposant en cada moment la seva vida, especialment en l'heroica defensa del Portillo, en què va poder recollir els ferits i salvar les municions que restaven quan els francesos s'apoderaren del reducte.
El general José de Palafox y Melci signà un diploma en què contava les gestes d'en Riera.
El 2009, l'ajuntament del Vendrell bastí un monument al Lleona a la cruïlla dels carrers Jaume Carrer i el de Francesc Riera, també dedicat al carreter.